# 23281 Vijayjain
23281 Vijayjain è un asteroide della fascia principale. Scoperto nel 2000, presenta un'orbita caratterizzata da un semiasse maggiore pari a 2,3215781 UA e da un'eccentricità di 0,1667156, inclinata di 5,66281° rispetto all'eclittica.